# L4 (гармата)
L4 (повна назва: Ordnance, Quick-Firing, 183 mm, Tank, L4 Gun) — британська дослідна танкова та протитанкова гармата калібру 183 мм, яку розробляли з 1949 до 1957 року. Вона мала найбільший в історії калібр для танкової або протитанкової гармати.
Нею озброїли два дослідні зразки техніки: важкий танк FV215 на шасі Conqueror та винищувач танків FV4005 на шасі Centurion.

## Історія

### Передумови
Ідея розроблення 183-мм гармати з'явилась наприкінці 1940-х у відповідь на появу радянського ІС-3 в 1945 році. На той час британці не знали, що для боротьби з цим танком достатньо й 120-мм гармати танка Conqueror і передбачали, що СРСР може розпочати розроблення ще важчих танків. Сформулювали вимогу на танк, здатний пробивати 152 мм броні під кутом 60° на відстані 2000 ярдів (1828 метрів), що було не під силу гарматі L1. Початково вибрали калібр 155 мм, уніфікований з США, однак навіть такого було замало для вказаної пробивної здатності бронебійно-фугасними (HESH) снарядами, тож надалі розглядали 165 і 183 мм.
На той час британська армія вважала, що головним є не знищення ворожої техніки, а її виведення з ладу. При цьому виведенням з ладу вважалось навіть знерухомлення техніки, наприклад, руйнуванням гусениці. Так з'явився погляд, що гармата має бути достатньо потужною, щоб зробити ворожу машину недієздатною незалежно від місця влучання.
Першою назвою була «180 mm Lilywhite», походження якої достеменно не відоме. Не раніше грудня 1952 гармата отримала свою офіційну назву. Після створення гармати було необхідно розробити бойову машину, здатну її нести.

### Виготовлення
Основним носієм гармати мав стати важкий танк FV215 на шасі Conqueror. 1951 року компанія Vickers створила ескізний проєкт FV215, 1954 року підписано контракт на створення прототипа. Впродовж 1955—1957 років створено повнорозмірний макет машини.
Оскільки розроблення важкого танка мало бути доволі тривалим, то в листопаді 1950 року вирішено створити проміжну машину для використання цієї гармати на випадок початку війни до створення FV215, подібно до FV4004 Conway. 1951 року визначили, що слід створити машину у версіях Stage 1 («етап 1») з відкритою баштою для випробування гармати та Stage 2, стандартну версію для серійного виробництва. Всього виготовили 3 машини: одну Stage 1 та дві Stage 2.
1957 року всі роботи зі створення гармати та бойових машин із нею завершили, оскільки армії не сподобалась ця концепція, зокрема через логістичні труднощі, пов'язані з великим калібром. Крім того, радянські важкі танки вже не вважали настільки грізними опонентами, як раніше. При цьому зросла пробивна здатність гармат менших калібрів та ввійшли до вжитку протитанкові керовані ракети. Натомість надали пріоритет машині FV4010, що являла собою самохідний протитанковий ракетний комплекс на шасі Centurion, однак ця машина теж не пішла в серію.
Достеменно невідомо, скільки виготовлено гармат, імовірно, їх було загалом небагато, але щонайменше 12 одиниць.

## Опис
Постріл гармати складається з окремих снаряда та гільзи. Єдиним різновидом боєприпасів, виготовленим для L4, були бронебійно-фугасні снаряди (HESH), основне завдання яких — створення ударної хвилі та відколювання уламків броні з внутрішнього боку. На випробуваннях гармата двома пострілами знесла башту Centurion і розламала маску гармати Conqueror.
Характеристики:
- Довжина: близько 4,5 метра
- Маса: 3,7 т (сама гармата), 7,4 т (установка)
- Сила відбою: 87 тонн
- Довжина відкоту: 69 см
- Швидкострільність: 2—2,5 п/хв
- Показники снарядів:
  - Маса снаряда: 72,5 кг
  - Маса гільзи: 33 кг
  - Довжина снаряда: 76 см
  - Довжина гільзи: 68 см
  - Дульна швидкість: 716 м/с

## Техніка з гарматою

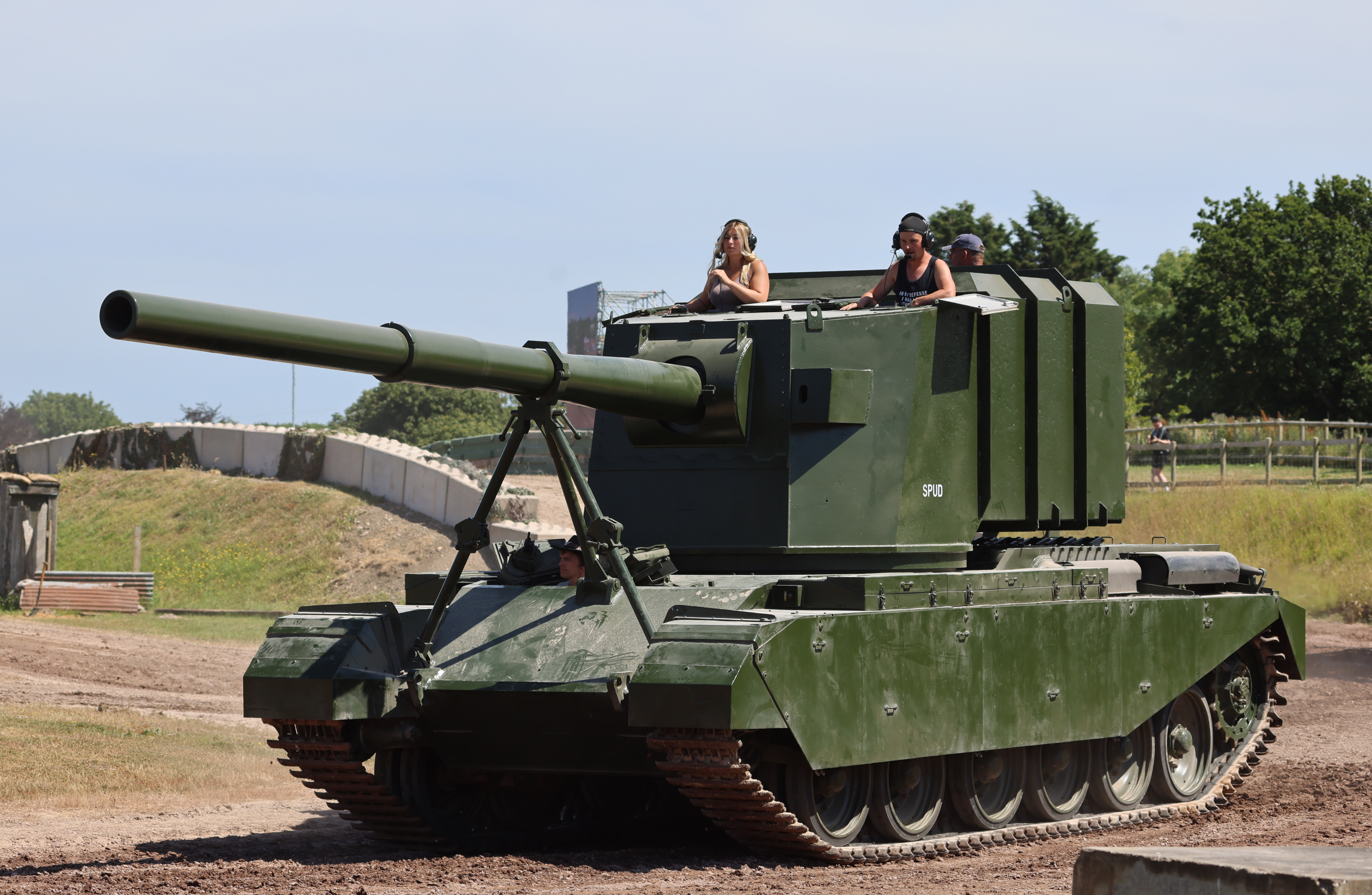
FV4005 на ходу, 2024 рік

### FV215
FV215 (повне позначення: Tank, Heavy No. 2, 183 mm Gun, FV215) — проєкт важкого танка з гарматою L4. Його створено на адаптованій основі танка FV214 Conqueror, силове відділення якого перемістили в передню частину, а бойове — в задню. Виготовлено 1 повнорозмірний макет.
- Габарити (довжина, ширина, висота): 7,62 × 3,6 × 3,2 м
- Маса: 62 т (порожнього), 66 т (спорядженого)
- Екіпаж: 5 осіб (командир, навідник, механік-водій, 2 заряджальники)
- Двигун: Rover M120 No. 2 Mk.1, 810 к.с.
- Швидкість по шосе: 32 км/год
- Додаткове озброєння: 1—2× 7,62-мм L3A1, 1× 12,7-мм M2
- Броня: 125 мм / 59° (лоб корпусу)

### FV4005
FV4005 (повне позначення: Heavy Anti-Tank, SP, No. 1, FV4005) — проєкт винищувача танків з гарматою L4 на шасі танка Centurion. Машина офіційно не отримувала традиційне позначення на літеру «C», однак планували назвати її Centaur («кентавр»). Виготовлено 3 прототипи. Один з прототипів відновлено до ходового стану протягом листопада 2023 — червня 2024 за підтримки компанії Wargaming, він взяв участь у Tankfest 2024.
- Габарити (довжина без гармати, ширина, висота): 7,83 × 3,6 × 3,39 м
- Маса: 50 т (спорядженого)
- Екіпаж: 5 осіб (командир, навідник, механік-водій, 2 заряджальники)
- Двигун: Rolls-Royce Meteor, 650 к.с.
- Швидкість по шосе: 30 км/год
- Броня: 76 мм / 60° (лоб корпусу), 14 мм (башта)

## У культурі
- У ММО-грі World of Tanks представлено FV215 та FV4005 Stage 2 зі 183-мм гарматою як протитанкові САУ 10 рівня[3] та фіктивний танк «FV215b», що являє собою Conqueror з заднім розташуванням башти та 120-мм гарматою.[4]
- У ММО-грі Warthunder представлено FV4005 Stage 2 як протитанкову САУ IV рангу.[5]